# مشروع وادي أبها
مشروع الوادي أو وادي أبها هو أحد مشاريع رؤية السعودية 2030، وأحد أضخم المشاريع على مستوى المنطقة. تنفذه شركة "اردارا" المطور العقاري للمشروع وهي شركة أطلقها ولي العهد محمد بن سلمان في أكتوبر 2022 مملوكة بالكامل لصندوق الاستثمارات العامة السعودي. يستهدف المشروع دعم الناتج المحلي غير النفطي بأكثر من 19 مليار ريال سعودي.

### مشروع الوادي (قلب أبها)
مشروع يقع في وسط مدينة أبها ويحتوي 5 مناطق رئيسية، ويمتد المشروع على مساحة 2.5 مليون متر مربع، 30% منه مساحات خضراء مفتوحة. سيحتوي المشروع على 16 وجهة مائية، و17 مسار رياضي. بالإضافة لـ2000 وحدة فندقية ومجمعات تجارية ومناطق مطاعم وكافيهات بطابع هندسي عمراني مستوحي من تراث منطقة عسير.

### قمم السودة
مشروع تنفذه شركة السودة للتطوير في 6 مناطق رئيسية بين منطقتي السودة ورجال ألمع، يحتوي مسارات رياضية وفعاليات ترفيهية وثقافية.

### مطار أبها الجديد
سيتم تطوير مطار أبها الحالي لتصبح مساحة صالته إلـى 65 ألف متر مربع، وسيصبح عدد البوابات في المطار الجديد 20 بوابة، و41 منصة لإنهاء إجراءات السفر، و7 منصات جديدة للخدمات الذاتية، إضافة إلى تشغيل أكثر من 90 ألف رحلة سنوياً، بحيث يستقبل 13 مليون مسافر سنوياً. من المخطط الانتهاء من المرحلة الأولى عام 2028.